# Кочережка
Кочережка — речка России, протекает в Починковском районе Смоленской области, левый приток Хмары. Длина — 11 километров, площадь водосбора — 31,3 км².
Начинается в лесу в нескольких километрах к востоку от деревни Кононово, через которую она впоследствии протекает. Общее направление течения на запад.
Раньше на реке были расположены деревни Кочерга (возле истока), Шаповалы, Шишово, Троицкая, Кочерёжье, Ново-Ивановка (возле устья), но сейчас все они опустели.